# Masthuggsteatern

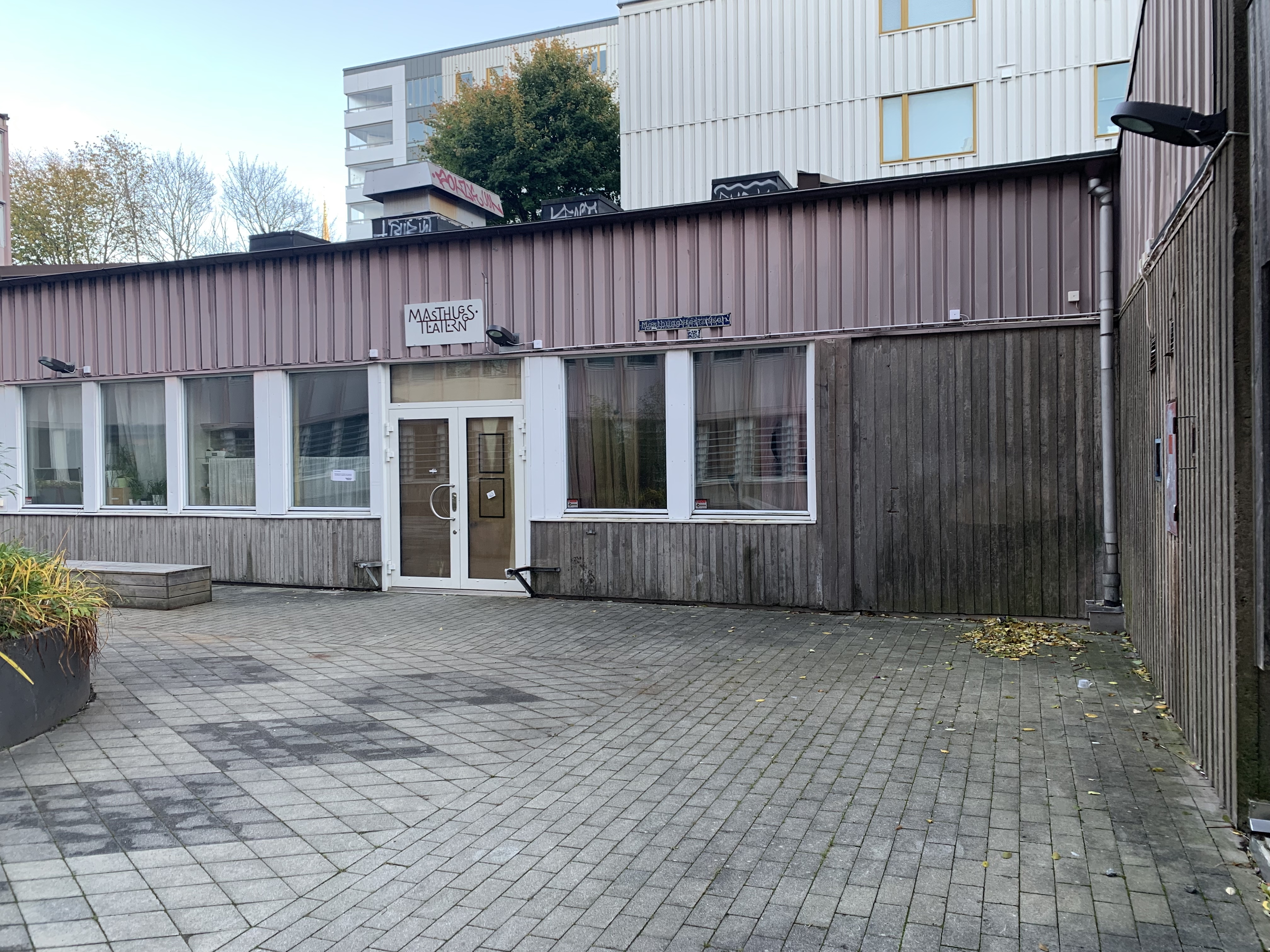
Masthuggsteatern 2021.

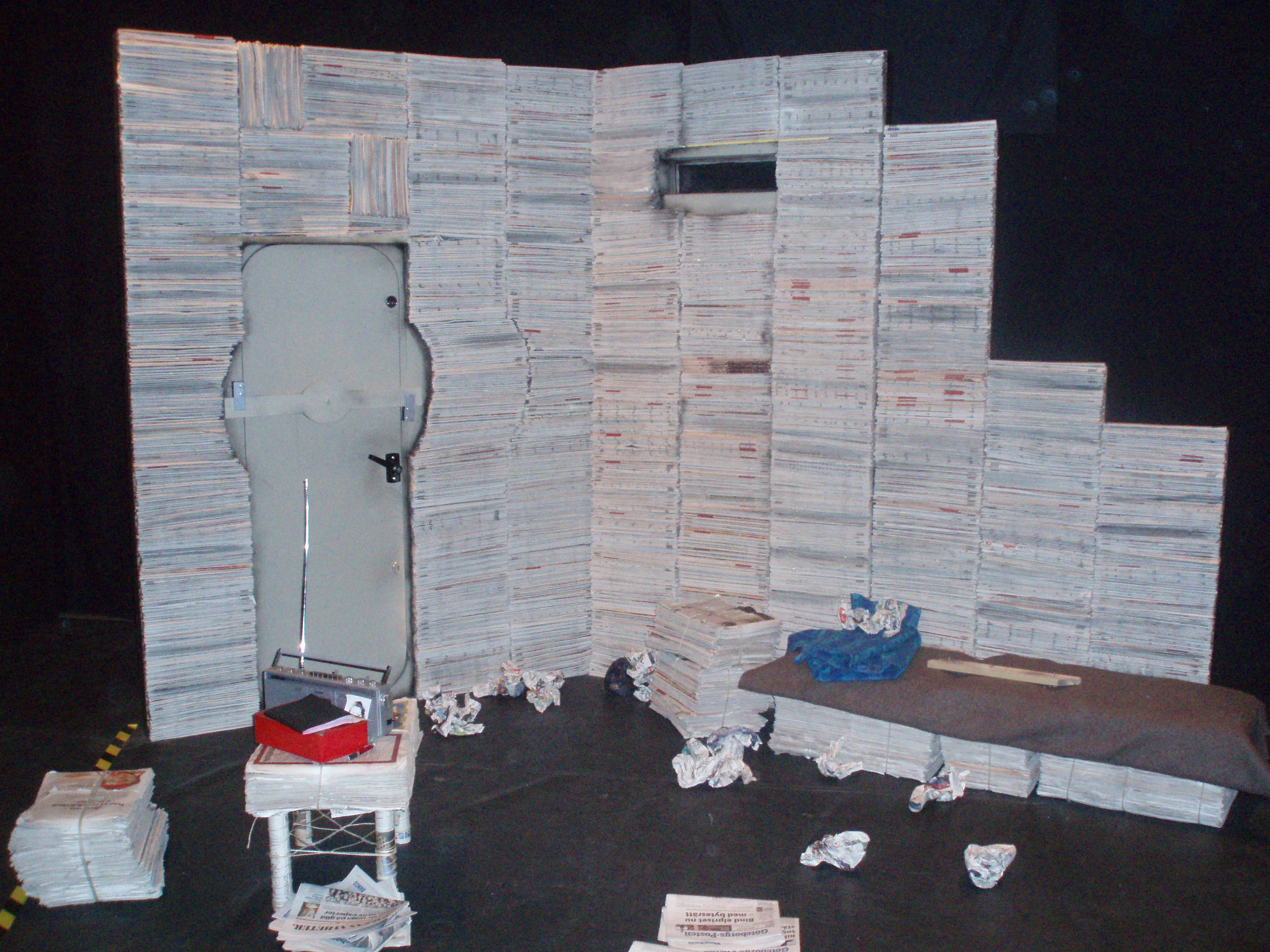
Scenografi från föreställningen Mimikry, 2006. Väggen består av ihopvikta tidningar.

Masthuggsteatern är en fri teatergrupp i Masthugget i Göteborg, bildad 1992, då under namnet En Annan Teater!. 
Gruppen En annan teater bildades 1992 av skådespelarna Helén Jonsson, Martin Nilsson och regissören Rolf Sossna. Gruppen tog det namnet för att med det muntliga berättandet som grund skapa just - en annan teater. Deras teaterspråk är utåtriktat, berättande, fysiskt exakt och rikt på musik och ofta dans. 1997 flyttade de från sin lokal på Tredje Långgatan till den nuvarande på Masthuggsterrassen. År 2000 bytte de namn till det nuvarande. Masthuggsteatern gör produktioner för såväl barn som vuxna och gör återkommande uppsökande produktioner och turnéer, även internationella gästspel.

## Produktioner
- Kommer hem och är snäll, Vem ska trösta Knyttet - 1992
- Vinden viskar, Daidalos och Ikaros - 1993
- AnnorlundA - 1994
- Veronikas näsa, I lodjurets timma - 1995
- Masker - eller drömmen om det alkemiska bröllopet, Tusen och en natt, I väntan på fru K - 1996
- Oidipus  - 1997
- En Annan Teater berättar, Ett drömspel - 1998
- Blått hus med röda kinder, Flodhästen och andra hästar, Rannsakningen - 1999
- Vinden viskar x 2 - 2000
- Momo - 2001
- Peer Gynt (ungdomsversionen) - 2002
- Peer Gynt (vuxenversionen), Stacken - 2003
- Hela Helén -bit för bit - 2004
- Den goda människan från Sezuan, En helt vanlig diskbank - 2005
- Mimikry - 2006
- Kommer hem och är snäll - 2007
- Larssons blandning (samproduktion med larssons&ADAs teater) - 2007
- Fågelkonferensen - 2007
- Det stora lilla, Katten från Rom - 2008
- Ett Guds barn - 2009
- mvh/118 100 - 2010
- Tolvskillingsoperan, Mirad och hans mor, Ett perfekt liv - 2011
- Det osynliga barnet, Syndrom Dorian Gray - 2012
- Alexander och påfågeln - 2013
- En katastrof till trädgård - 2014
- Schaktet, Hem - 2015
- Hemulen som älskade tystnad, Skatten, Mörkrädd - 2016
- Signalisterna, Bara nåt jag sa - 2017